# Olivone di Fibbianello
L'Olivone di Fibbianello è un albero di ulivo plurimillenario, ubicato nei pressi del podere Fibbianello, nel territorio del comune di Semproniano (GR), noto in passato per la sua eccezionale altezza e purtroppo, dal 1998, per il grave incendio doloso che lo ha colpito.

## Notizie storiche e caratteristiche della pianta
L'albero si trova in una zona particolarmente vocata all'olivicoltura, dove sono presenti altre piante di notevoli dimensioni (anche se nessuna raggiungeva la sua altezza).
Studi per stabilirne l'età, tramite la tecnica del Carbonio-14, sono stati effettuati da parte dell'Università di Perugia, mentre studi del CNR hanno esaminato il genoma della pianta e di altre simili presenti nella zona, per determinarne con precisione la varietà.
La tradizione ancora viva a Semproniano ricorda che, per raccogliere le olive dell'Olivone, occorrevano tre piani di scale, che chi raccoglieva le olive non scendeva a terra nemmeno per il pranzo, rimanendo a mangiare sui rami della pianta, e che, nelle annate più favorevoli, l'Olivone arrivava a produrre anche 8 quintali di olive.
Anche in seguito ai danni subiti da un fulmine, che ne aveva ridotto le dimensioni di circa 3 metri, prima del grave incendio subito nel 1998, l'albero raggiungeva, con uno dei tre rami principali, l'altezza di 21 metri.

### L'incendio doloso del 1998
Nella notte tra domenica 10 e lunedì 11 maggio 1998, una o più persone hanno provocato l'incendio della pianta monumentale, versando benzina o cherosene nella parte interna del tronco ed incendiando la pianta alle radici, in modo che si producesse un "effetto camino", con il completo danneggiamento delle tre ramificazioni che costituivano la chioma dell'Olivone.
Per l'atto vandalico è stata immediatamente presentata denuncia contro ignoti da parte dell'"Associazione Ippogrifo di Semproniano" e esponenti politici hanno presentato interrogazioni parlamentari in proposito sia al Governo italiano che al Parlamento europeo.
Nonostante tali iniziative e nonostante le indagini portate avanti dai Carabinieri e dal Corpo Forestale dello Stato, coordinate dalla Procura della Repubblica di Grosseto, non è stato possibile individuare né gli esecutori, né gli eventuali mandanti dell'atto, anche a causa del fatto che la specifica normativa contro gli incendi boschivi (Legge 253/2000) non era ancora vigente quando il reato è stato compiuto.

### I "figli" dell'Olivone
Fortunatamente, l'incendio non ha causato la morte della pianta che, anche se notevolmente ridotta in altezza, ha prodotto nuovi polloni dalle radici.
Grazie a tale vitalità, l'Assessorato alla Conservazione della Natura della Provincia di Grosseto e l'ISITP "Leopoldo II di Lorena" (istituto scolastico che si occupa di agricoltura), con l'accordo del Comune di Semproniano e del proprietario della pianta dott. Mariotti, hanno messo in campo un progetto che ha portato alla nascita di numerosi "figli dell'Olivone".
Tramite riproduzione per talea o micropropagazione, sono state prodotte numerose piantine, geneticamente identiche all'Olivone, che sono state poi fatte crescere nelle serre dell'Istituto agrario.
Giunte al momento adatto per il trapianto, dopo che le prime erano state donate alle scuole della Provincia di Grosseto ed alla Fondazione il Fiore (www.fondazioneilfiore.it) di Firenze (alla quale sono state consegnate alla presenza del poeta Mario Luzi), è iniziata la consegna anche agli olivicoltori del Comune di Semproniano.
Contemporaneamente è stata costituita l'Associazione "Olivone di Fibbianello", avente per fine la tutela della pianta e la promozione dal punto di vista culturale, ambientale ed anche economico del territorio, anche tramite la diffusione delle piantine "figlie" dell'Olivone.